# Valettiopsis minuta
Valettiopsis minuta is een vlokreeftensoort uit de familie van de Valettiopsidae. De wetenschappelijke naam van de soort is voor het eerst geldig gepubliceerd in 2004 door Horton.